# Zweimen (Adelsgeschlecht)

Wappen derer von Zwehmen in Siebmachers Wappenbuch (1605)

Die Familie von Zweimen war ein altritterliches, sächsisch-meißnisches Ministerialengeschlecht, das sich nach der Burg Zweimen, östlich von Merseburg, benannte.

## Geschichte
Die Familie wurde auch Zcweym, Zweymer, Zwemen, Zwärmer, Zweimen, Zweme, Zweime, Szweyne, Sweym, Swym, Swein(e) geschrieben. Erstmals wird ein Heinricus de Zwein, miles 1261 und der gleiche Hinrici de Zweym 1263 in einer Weißenfelser Urkunde genannt. Weiter werden genannt: 1284 Henricus de zweyme in der Urkunde Theoderichs von Landsberg, 1286 Ulricus de Zweyme in der Urkunde des Pfalzgrafen Friedrich, 1287 Ulricus de Zwegeme. Die Familie „von Pack“ ist mit ihnen verwandt, denn 1454 werden Blessing und Jurge pack Gebruder und Hans von Zcweym ir Ohme mit dem Dorfe Mertzsch (Möritzsch) beliehen. 1691 war Melchior Christoph Herzoglich Weissenfelsischer Obrist Lieutenant und Cammerjunker und 1736 war Christoph von Zweymar sächsischer Kammerjunker. Die Familie von Zweimen erlosch Ende des 18. Jahrhunderts.
Seine Güter waren unter anderem in: Wegwitz, Günthersdorf, Kötschlitz, Probst-Deuben, Dölzig, Witzscherdorf, Körbisdorf, Wesmar, Schladebach, Zschörnitz, Cröbern, Quirle (im Vogtland).
In der Kirche von Zöschen befindet sich ein Grabstein eines Herrn von Zweymen.

## Persönlichkeiten
- Heinricus de Zweymen, 1280 als Domherr zu Meißen und markgräflicher Protonotar, Dompropst zu Meißen

## Wappen
Der Schild zeigt auf Rot einen weißen schräg liegenden Balken der mit drei aufwärts gelegten grünen Lindenblättern. Auf dem Helm eine rote runde Scheibe oder Schirmbrett, das mit den Blättern 2:1 belegt und oben fächerartig  mit neun grünen Hahnenfedern besteckt ist. Die Decken sind Weiß und Rot.
Die wappenverwandte Familie von Kotschen, auch von Kötschau führte einen silbernen mit drei grünen Lindenblättern aufwärts belegten Schrägrechtsbalken im roten Schild. Der Helm ist gekrönt und mit 10 schwarzen Hahnenfedern besteckt. Die Helmdecken sind Silbern und Rot. Eine Stammesverwandtschaft ist noch nicht belegt.